# متحف جورج جوستاف هيي
متحف جورج جوستاف هيي هو فرع من المتحف الوطني للهنود الأمريكيين في مانهاتن، مدينة نيويورك. وهو جزء من مؤسسة سميثسونيان. يتميز بمعارض معاصرة وتاريخية للفنون. كما أن التحف الموجود فيه هي من قبل الأمريكيين الأصليين.

## التاريخ
تم تسمية المتحف بـ جورج جوستاف هيي الذي بدأ في جمع التحف الأمريكية الأصلية في عام 1903، حيث شرع في تأسيسه في عام 1916، إلى أن افتتح في عام 1922. يقع المبنى في شارع 155 وهو جزء من مجمع أودوبون تراس، في حي شوغر هيل، جنوب مرتفعات واشنطن.

## صالة عرض

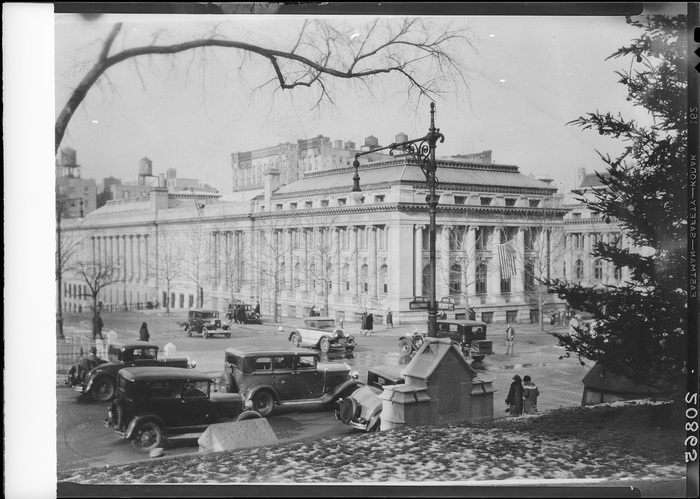
المبنى الأصلي، تم تصويره في وقت افتتاحه عام 1922
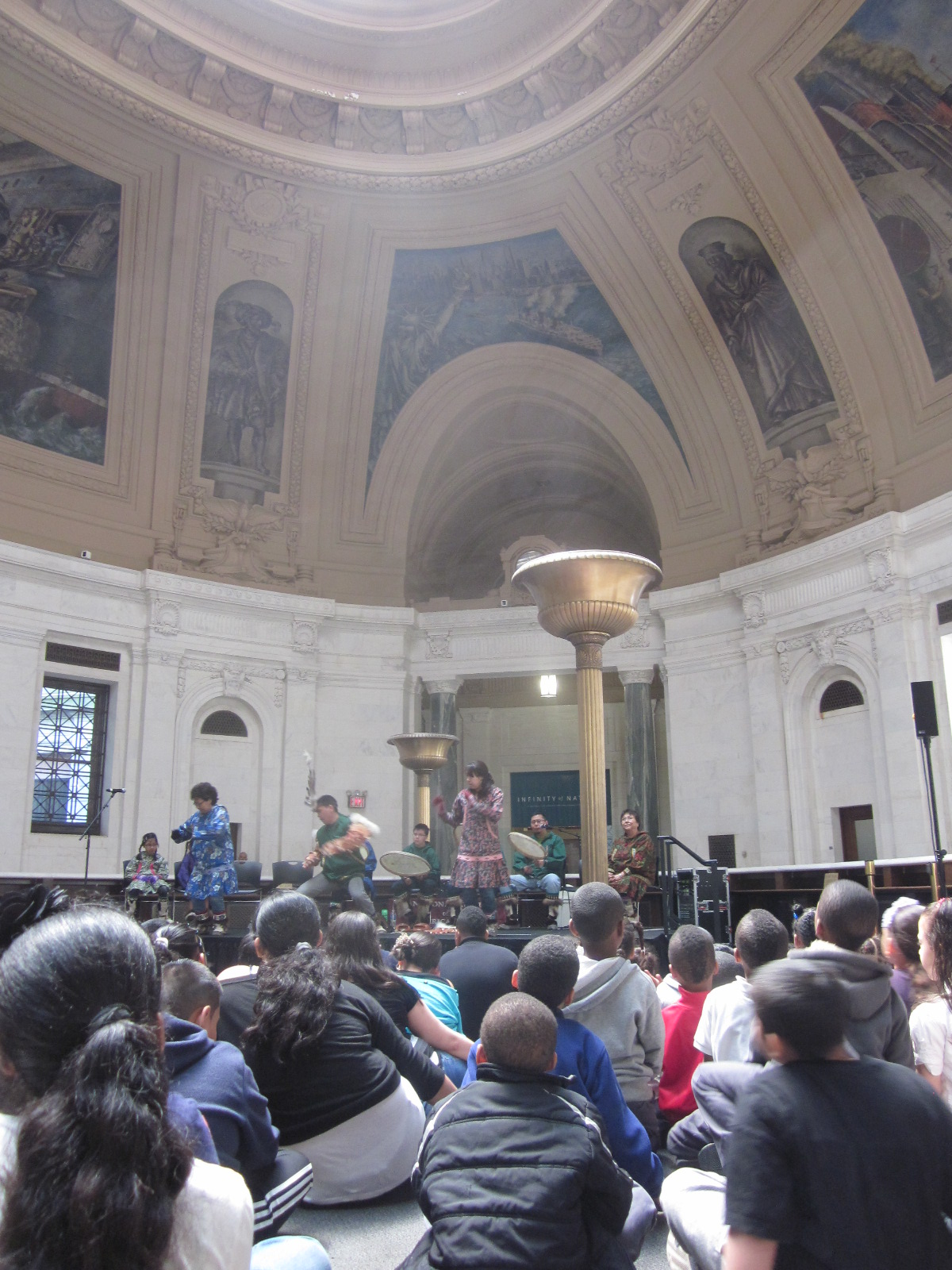
روتوندا من NMAI، استضافة عرض حي (2012)
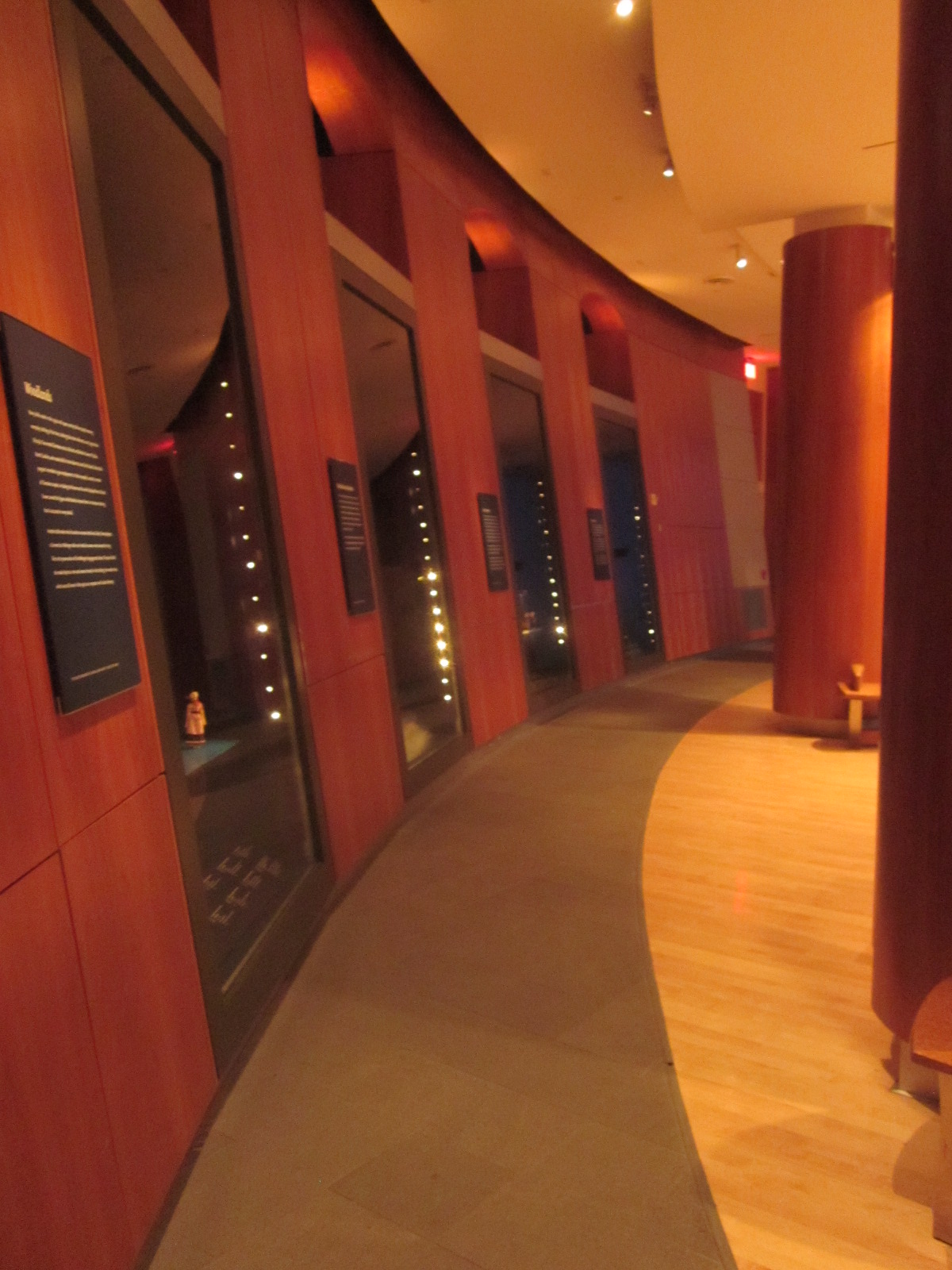
جناح Diker (2012)
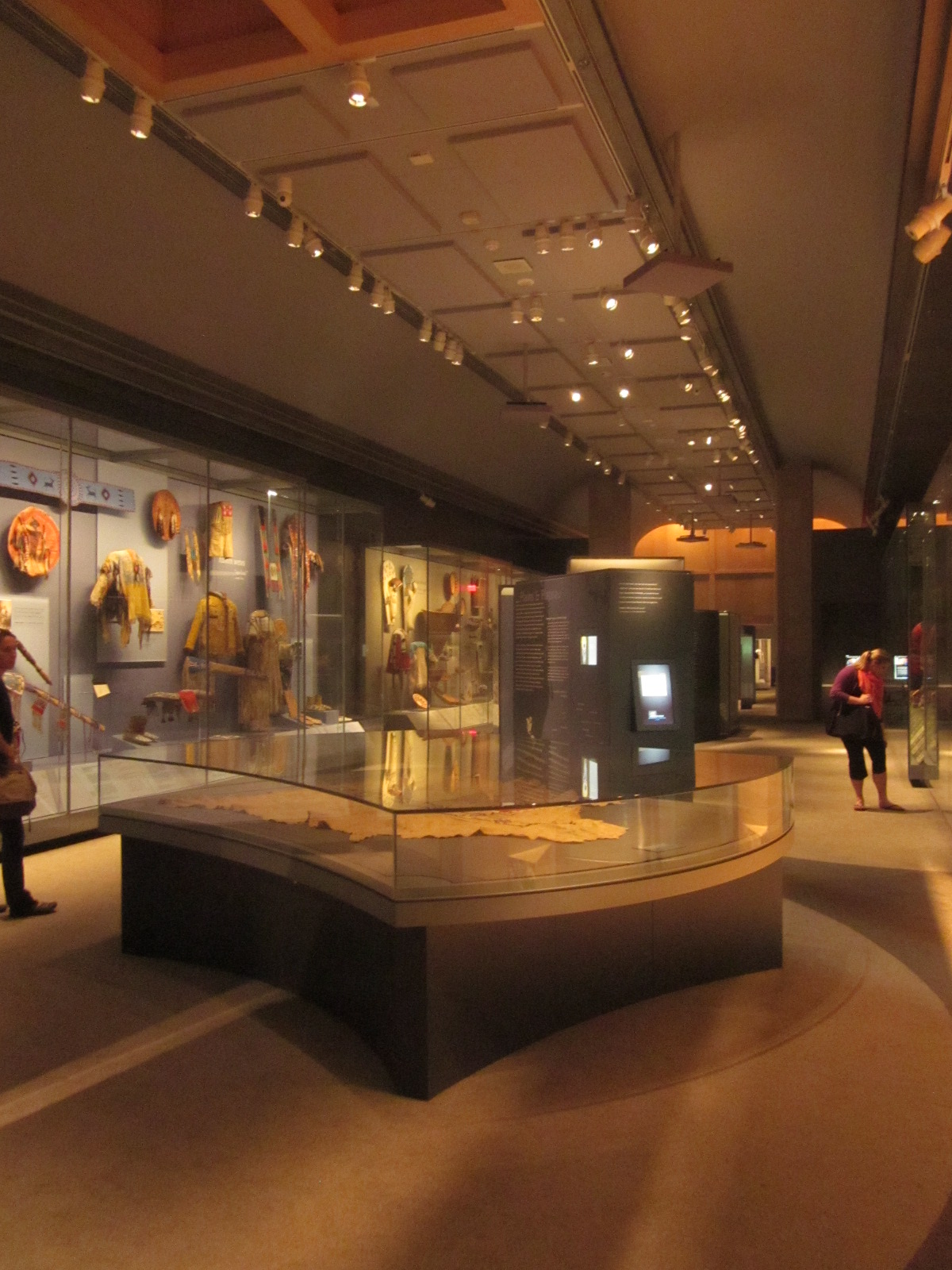
إنفينيتي الأمم (2012)
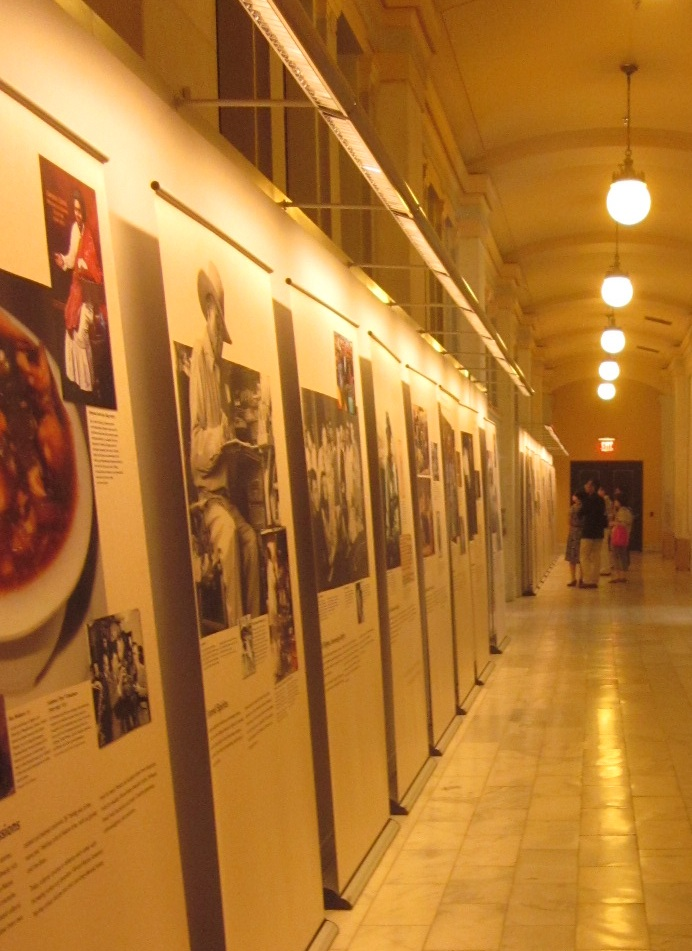
معرض التصوير الفوتوغرافي (2012)
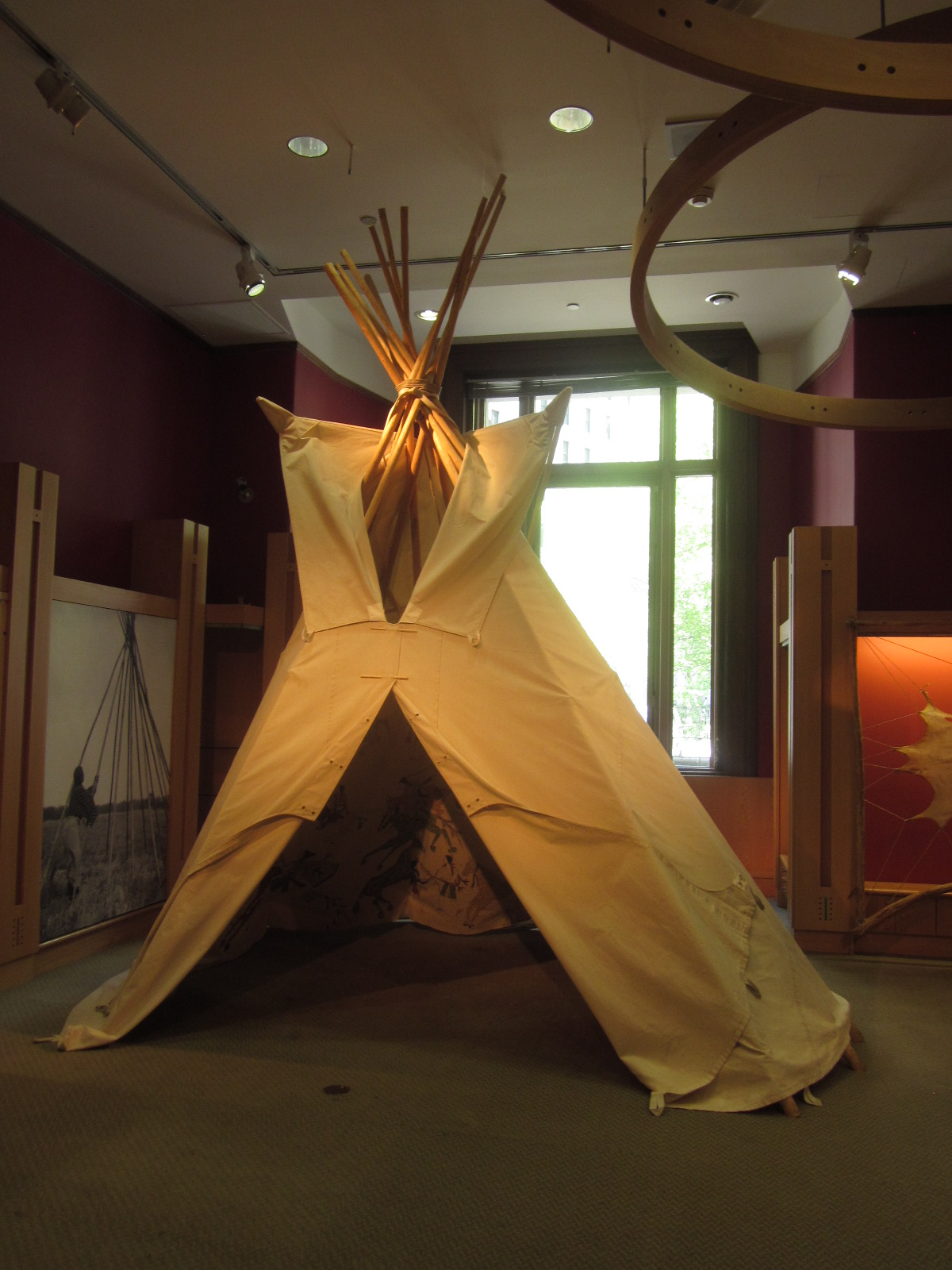
غرفة تايبي (2012)